# Vincenzo Sospiri
Vincenzo Sospiri (Forlì, 9 ottobre 1966) è un ex pilota automobilistico italiano.

## Carriera da pilota

### Inizi
Dopo aver vinto numerosi titoli italiani, continentali e mondiali in go-kart, Sospiri avanza rapidamente nelle graduatorie di gradimento dei team manager grazie ai seguenti risultati di prestigio:
- secondo nel Campionato inglese di Formula Ford 1600 nel 1988;
- vittoria al Formula Ford Festival nel 1988;
- vittoria nel Campionato inglese di Formula Opel Lotus nel 1990;
- secondo nel Campionato europeo di Formula Opel Lotus nel 1990.

### Formula 3000
Nel 1991 debutta in Formula 3000 col team di Eddie Jordan, ottenendo come miglior risultato un secondo posto e terminando 8º in classifica di campionato.
Dopo aver partecipato nel 1992 al Campionato di Formula 3 italiano (nel quale è 5º alla fine, con vittoria nel GP Lotteria di Monza), ritorna nel 1993 in Tremila col team Mythos (Reynard-Judd): a fine campionato è 7º, con due podi e tre giri più veloci.
Nel 1994 passa alla Supernova (Reynard-Ford), con la quale arriva 4º in classifica con una pole position, cinque podi e tre giri più veloci. Nel 1995 vince il campionato di Formula 3000 con una Reynard-Ford della scuderia Supernova: totalizza 3 vittorie, 2 pole position e per 5 volte ha il record sul giro in gara.

### Formula 1
Nel 1996 è tester della Benetton Renault di Formula 1.
Nel 1997 debutta in Formula 1 con la Lola, ma la squadra compie solo le prove libere e le qualifiche del primo Gran Premio, in Australia, e poi si ritira dal campionato a causa dei distacchi abissali dagli altri concorrenti (superiori ai 10 secondi) che non consentivano la qualificazione. Sospiri, il compagno di squadra Rosset e la squadra si presentano in Brasile, all'arrivo delle vetture nel paddock la MasterCard ritirò il suo appoggio finanziario, cosa che portò la scuderia a ritirarsi dalla gara e successivamente dalla stagione.

### Prototipi e IRL
Per il prosieguo della stagione, Sospiri corre nella IRL, nuovo campionato statunitense derivato dalla IndyCar e che si disputa solo su ovali. Il migliore risultato è un secondo posto a Loudon, mentre ottiene per due volte il giro più veloce in gara; a fine campionato è rookie dell'anno
. Nello stesso anno partecipa alla 500 miglia di Indianapolis, partendo in prima fila.
Nel 1998 e nel 1999 è campione del campionato mondiale sport-prototipi (denominato International Sports Racing Series nel 1998 e Sports Racing World Cup nel 1999), in coppia con Emmanuel Collard, con una Ferrari 333 SP. Ha anche partecipato alla 24 Ore di Le Mans 1999 con la Toyota GT-One, ma la vettura ha abbandonato la corsa per incidente.
Si è ritirato dalle corse nel 2001, per dedicarsi alla carriera da manager.

## Il team Euronova e la carriera manageriale
Nel 2001 fonda, assieme a David Sears (titolare della Supernova), il team Euronova, di cui è titolare. Esso partecipa ai campionati nazionali di Formula Renault 2000 e alla 3000 Euroseries, allo scopo di lanciare nuovi talenti italiani. Allo stesso scopo, nella stagione 2007, si appresta a debuttare nella nuovissima Formula Masters (campionato parallelo al WTCC). Il team ha poi partecipato con successo ai campionati di Formula Abarth portando alla vittoria un proprio pilota nel campionato europeo del 2011 e vincendo tutti i titoli italiani ed europei del 2012.
Ha gestito la carriera di Luca Filippi, che ha inserito per il 2007 nel team Supernova, con cui lui stesso vinse la Formula 3000, per disputare la GP2.

## Risultati

### Formula 1
| 1997 | Scuderia        | Vettura     |    |     |  |  |  |  |  |  |  |  |  |  |  |  |  |  |  | Punti | Pos. |
| ---- | --------------- | ----------- | -- | --- |  |  |  |  |  |  |  |  |  |  |  |  |  |  |  | ----- | ---- |
| 1997 | MasterCard Lola | Lola T97/30 | NQ | NPR |  |  |  |  |  |  |  |  |  |  |  |  |  |  |  | 0     |      |

| Legenda | 1º posto     | 2º posto | 3º posto    | A punti         | Senza punti/Non class.  | Grassetto – Pole position Corsivo – Giro più veloce |
| Legenda | Squalificato | Ritirato | Non partito | Non qualificato | Solo prove/Terzo pilota | Grassetto – Pole position Corsivo – Giro più veloce |

### International Formula 3000
(legenda) (Le gare in grassetto indicano la pole) (Le gare in corsivo indicano il giro veloce)
| Stagione | Team                | 1       | 2       | 3      | 4       | 5       | 6       | 7      | 8      | 9       | 10     | 11     | Punti | Pos. |
| -------- | ------------------- | ------- | ------- | ------ | ------- | ------- | ------- | ------ | ------ | ------- | ------ | ------ | ----- | ---- |
| 1990     | Eddie Jordan Racing | DON     | SIL     | PAU    | JER 8   | MNZ     | PER     | HOC    | BRH    | BIR     | BUG    | NOG NQ | 0     | NC   |
| 1991     | Eddie Jordan Racing | VAL Rit | PAU NQ  | JER 15 | MUG 4   | PER Rit | HOC 2   | BRH 16 | SPA 10 | BUG Rit | NOG 13 |        | 9     | 8º   |
| 1993     | Mythos Racing       | DON Rit | SIL Rit | PAU 6  | PER 2   | HOC 3   | NÜR 6   | SPA 5  | MAG 5  | NOG Rit |        |        | 16    | 7º   |
| 1994     | Super Nova Racing   | SIL 4   | PAU 2   | CAT 3  | PER Rit | HOC 4   | SPA Rit | EST 2  | MAG 5  |         |        |        | 24    | 4º   |
| 1995     | Super Nova Racing   | SIL 2   | CAT 1   | PAU 1  | PER 2   | HOC Rit | SPA 1   | EST 7  | MAG 4  |         |        |        | 42    | 1º   |

### Formula Nippon
(legenda) (Le gare in grassetto indicano la pole position) (Le gare in corsivo indicano Gpv)
| Anno | Team  | 1   | 2   | 3   | 4   | 5   | 6   | 7   | 8   | 9       | 10     | Punti | Pos. |
| ---- | ----- | --- | --- | --- | --- | --- | --- | --- | --- | ------- | ------ | ----- | ---- |
| 1997 | Mirai | SUZ | MIN | FUJ | SUZ | SUG | FUJ | MIN | MOT | FUJ Rit | SUZ 15 | 0     | 34º  |

### Corse americane a ruote scoperte

#### IndyCar Series
| Anno    | Squadra      | Telaio        | Motore               | 1   | 2   | 3   | 4       | 5       | 6     | 7      | 8      | 9     | 10     | 11  | Punti | Posizione |
| ------- | ------------ | ------------- | -------------------- | --- | --- | --- | ------- | ------- | ----- | ------ | ------ | ----- | ------ | --- | ----- | --------- |
| 1996-97 | Team Scandia | Dallara IR7   | Oldsmobile           | NWH | LSV | WDW | PHX     | INDY 17 | TXS 9 | PPIR 6 | CLT 20 | NH2 2 | LV2 22 |     | 134   | 21º       |
| 1999    | ISM Racing   | G-Force GF01C | Oldsmobile Aurora V8 | WDW | PHX | CLT | INDY NQ | TEX     | PIK   | ATL    | DOV    | PIK   | LSV    | TEX | 0     | -         |

#### 500 Miglia di Indianapolis
| Anno   | N° auto | Partito | Media qualifica | Finito | Giri | Giri in testa | Causa ritiro |
| ------ | ------- | ------- | --------------- | ------ | ---- | ------------- | ------------ |
| 1997   | 8       | 3º      | 216.822         | 17º    | 163  | 0             | /            |
| 1999   | 36      | NQ      | -               | NQ     | -    | -             | /            |
| Totale | Totale  | Totale  | Totale          | Totale | 163  | 0             |              |

#### CART
| Anno | Team                | Telaio    | Motore      | 1   | 2   | 3   | 4   | 5   | 6   | 7   | 8   | 9   | 10  | 11  | 12  | 13  | 14  | 15  | 16    | 17     | 18     | 19     | Punti | Pos. |
| ---- | ------------------- | --------- | ----------- | --- | --- | --- | --- | --- | --- | --- | --- | --- | --- | --- | --- | --- | --- | --- | ----- | ------ | ------ | ------ | ----- | ---- |
| 1998 | All American Racers | Eagle 987 | Toyota RV8C | MIA | MOT | LBH | NAZ | RIO | GAT | MIL | DET | POR | CLE | TOR | MCH | MDO | ROA | VAN | LS 22 | HOU 15 | SRF 15 | FON 23 | 0     | 29º  |

### 24 Ore di Le Mans
| Anno | Classe | N° | Gomme | Vettura                                 | Squadra            | Co-piloti                                | Giri | Pos. Assol. | Pos. di Classe |
| ---- | ------ | -- | ----- | --------------------------------------- | ------------------ | ---------------------------------------- | ---- | ----------- | -------------- |
| 1998 | LMP1   | 5  | M     | Ferrari 333 SP Ferrari F310E 4.0L V12   | Jabouille-Boursche | Jean-Christophe Boullion Jérôme Policand | 187  | Rit         | Rit            |
| 1999 | LMGTP  | 1  | M     | Toyota GT-One Toyota R36V 3.6L Turbo V8 | Toyota Motorsport  | Martin Brundle Emmanuel Collard          | 90   | Rit         | Rit            |